# Volland (Adelsgeschlecht)

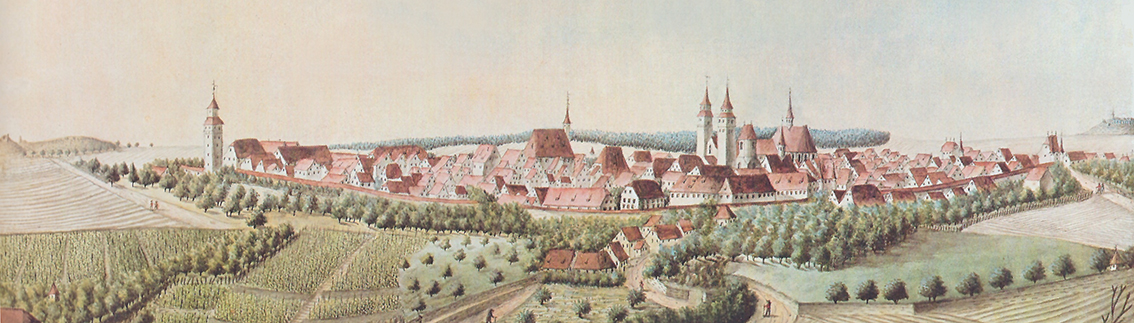
Stadtsilhouette der Vollandschen Heimatstadt Grüningen

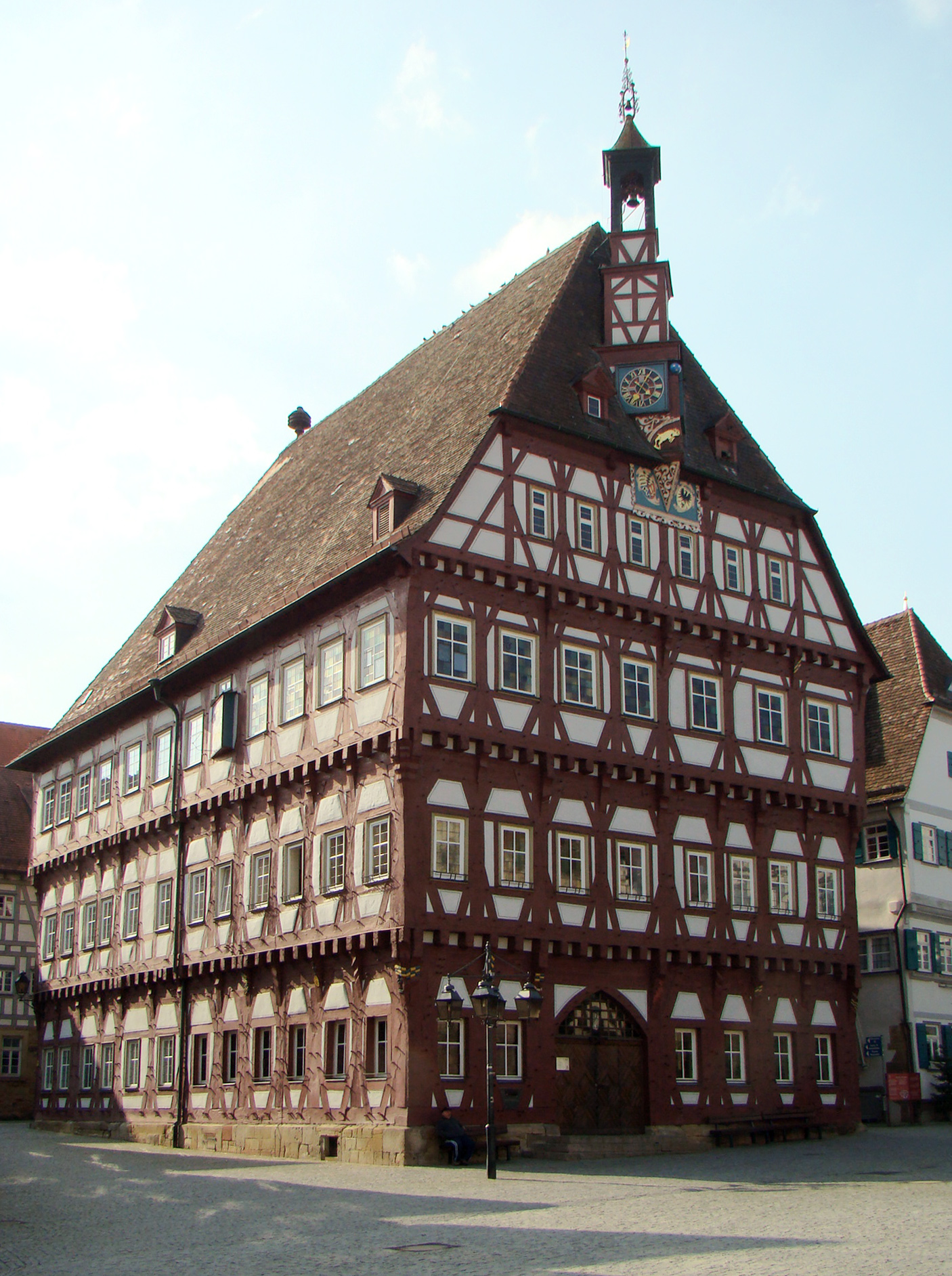
Der Bau des stattlichen Grüninger Kauf- und Rathauses wurde mutmaßlich von Heinrich Volland senior initiiert

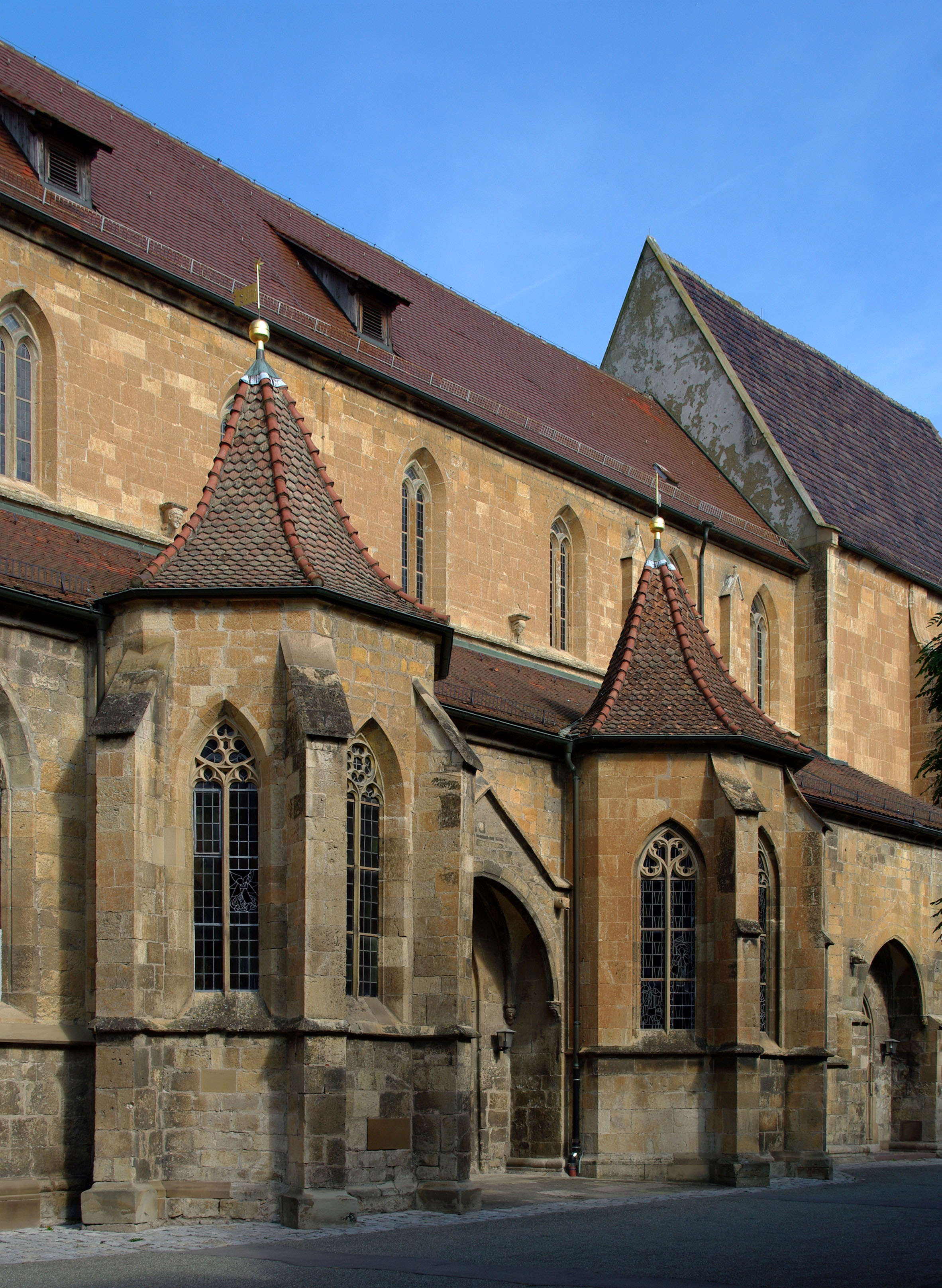
Die Vollandkapelle (rechts) an der Südseite der Markgröninger Bartholomäuskirche

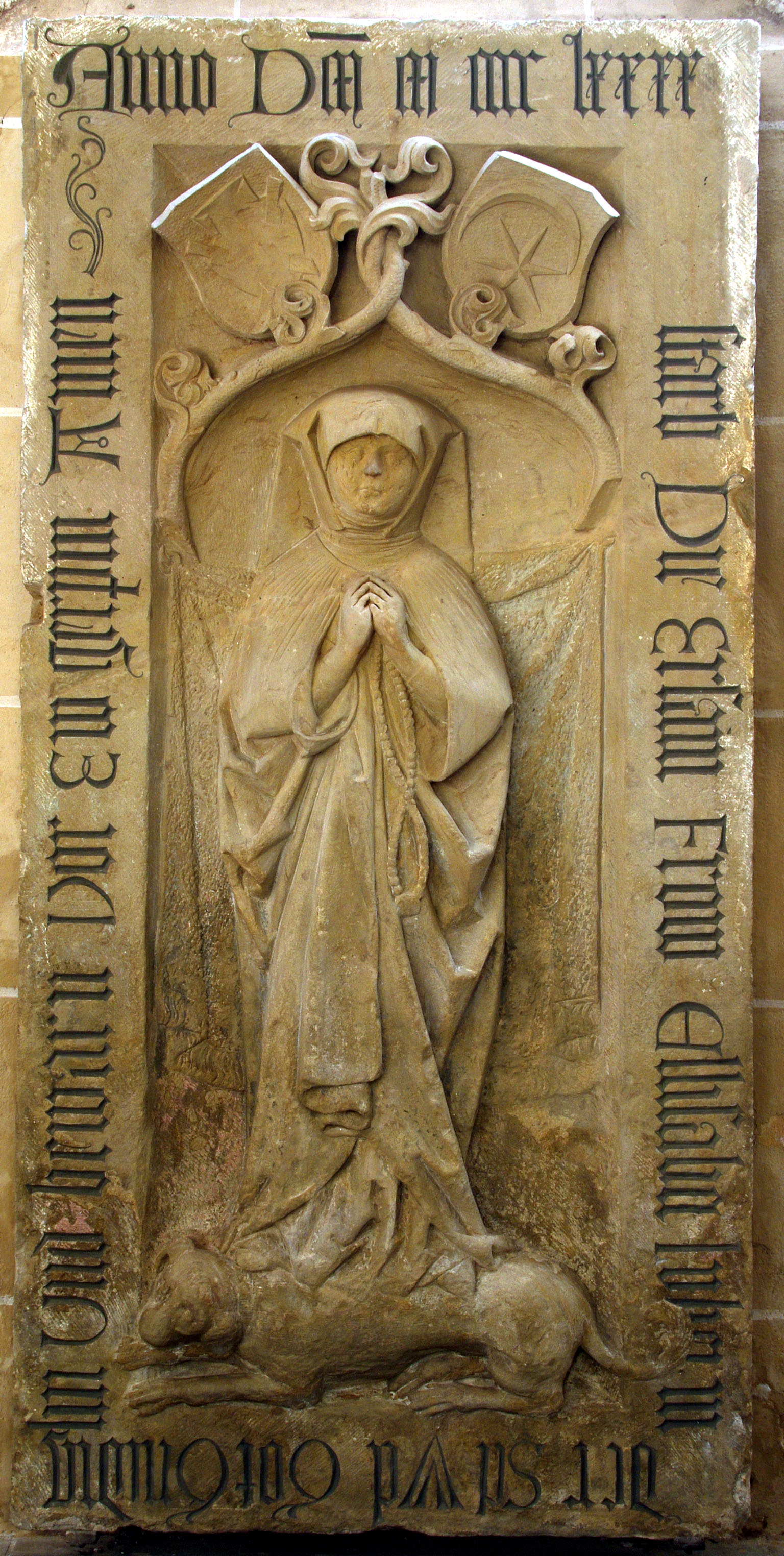
Epitaph von Elisabeth Volland, geb. Lyher, in der Vollandkapelle

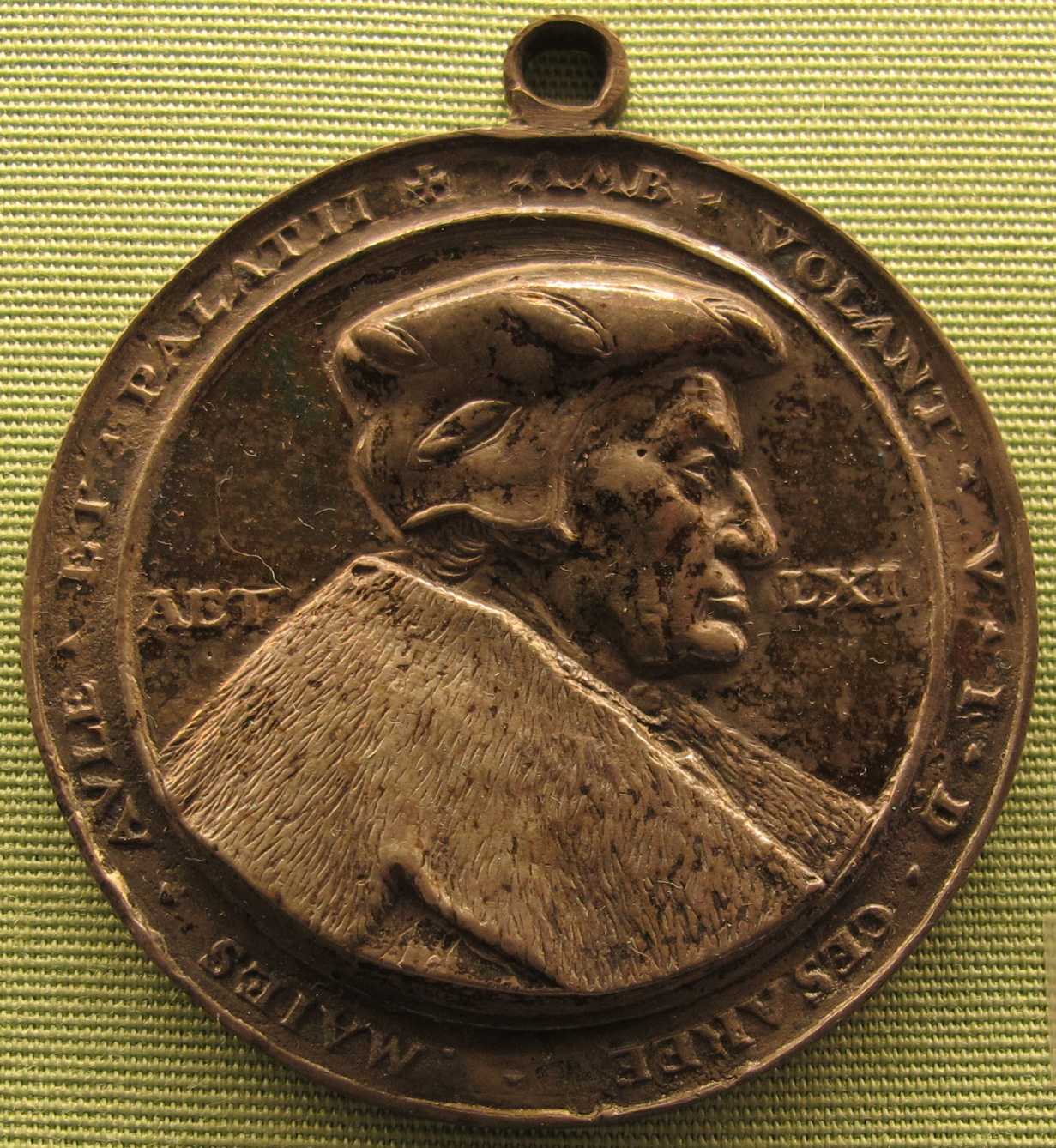
Ambrosius Volland auf einer Medaille (Christoph Weiditz, 1533)

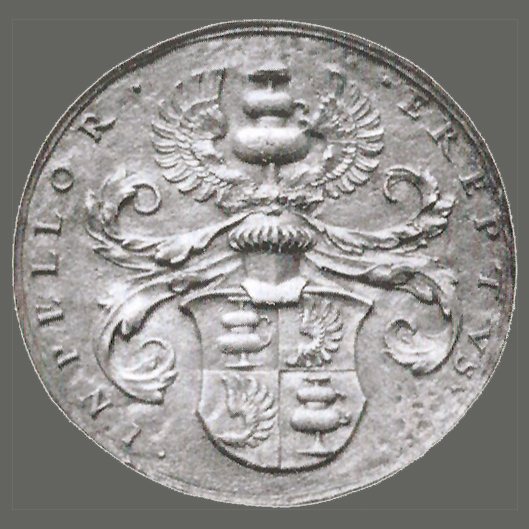
Medaille mit gebessertem Wappen von Ambrosius Volland (Quelle: StadtA M)

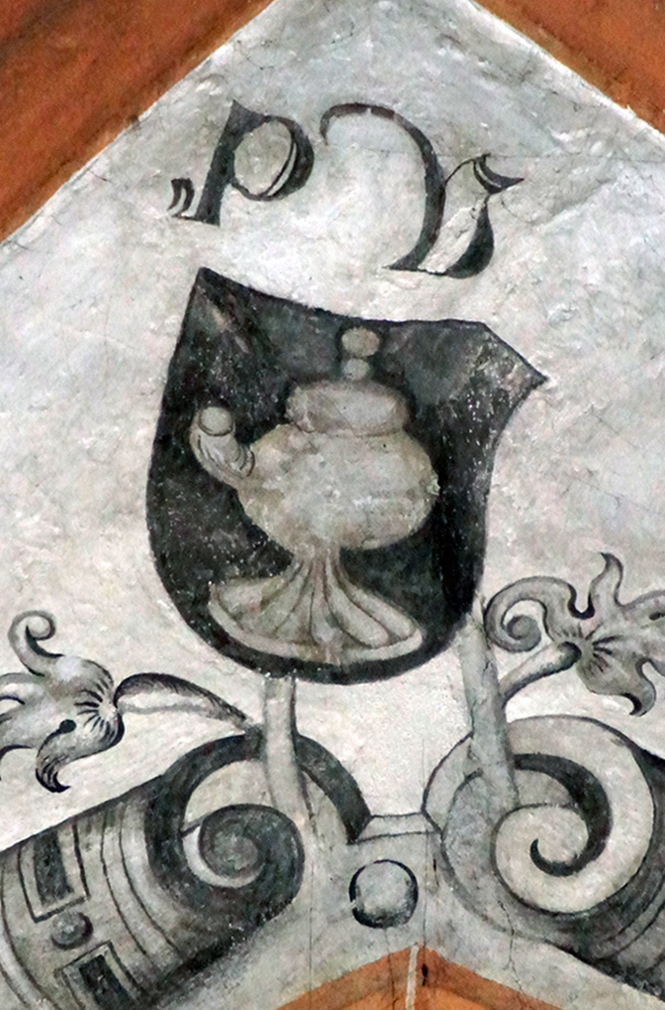
Wappen und Initialen des Mäzens Philipp Volland im Chor des Grüninger Heilig-Geist-Spitals (vor 1520)

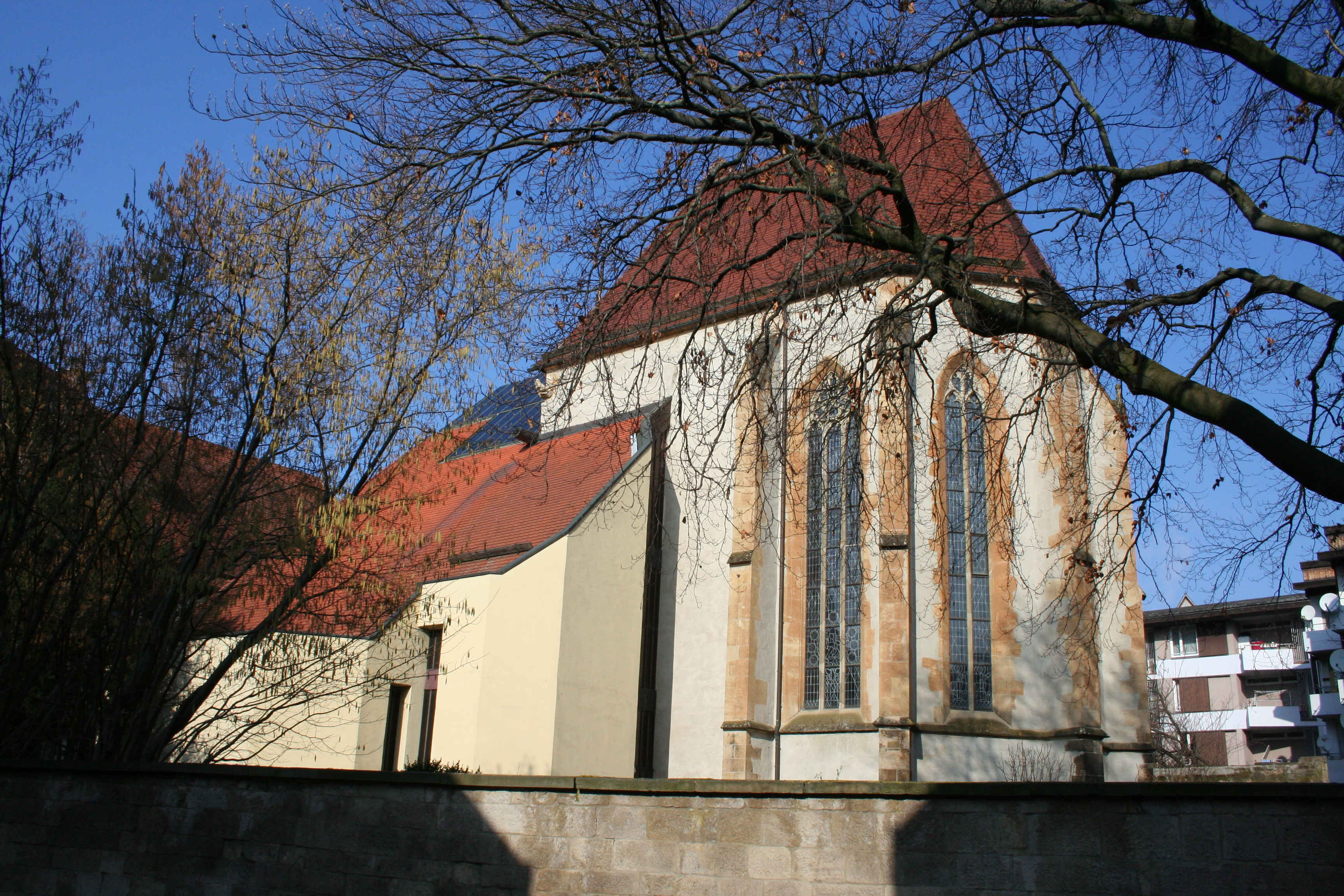
Spätgotischer Chor der Spitalkirche, heute eingebettet in einen Neubau

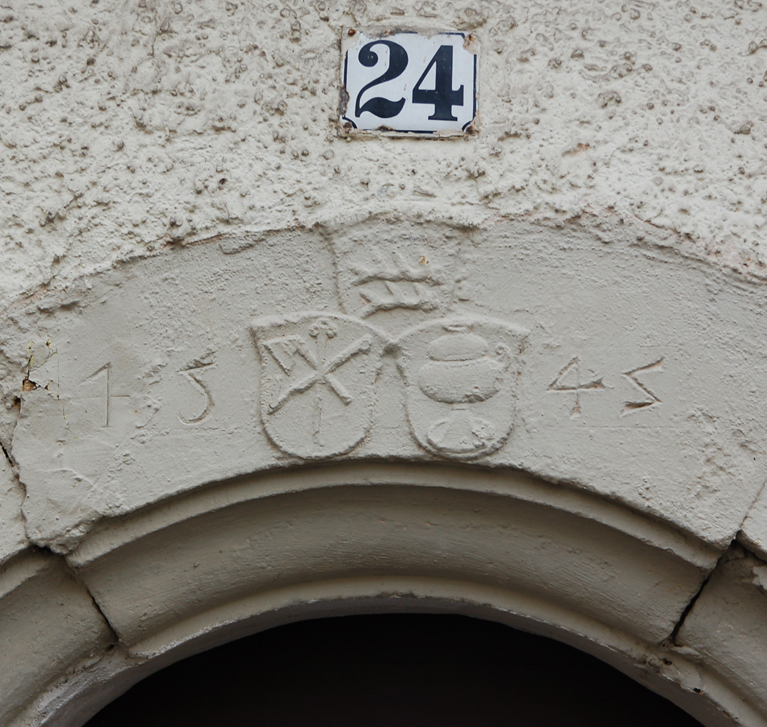
Volland-Wappen von 1542 am Haus Ostergasse 24 in Markgröningen

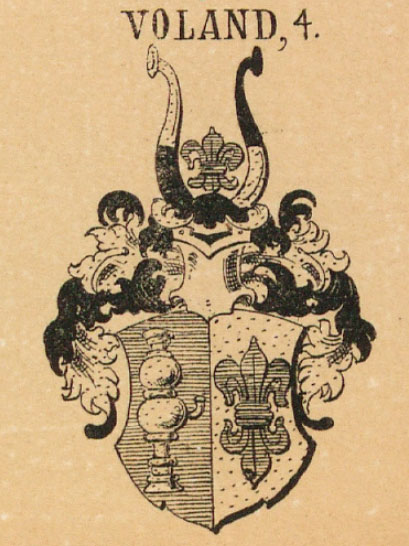
Stammwappen von Michael Voland (vor 1570)

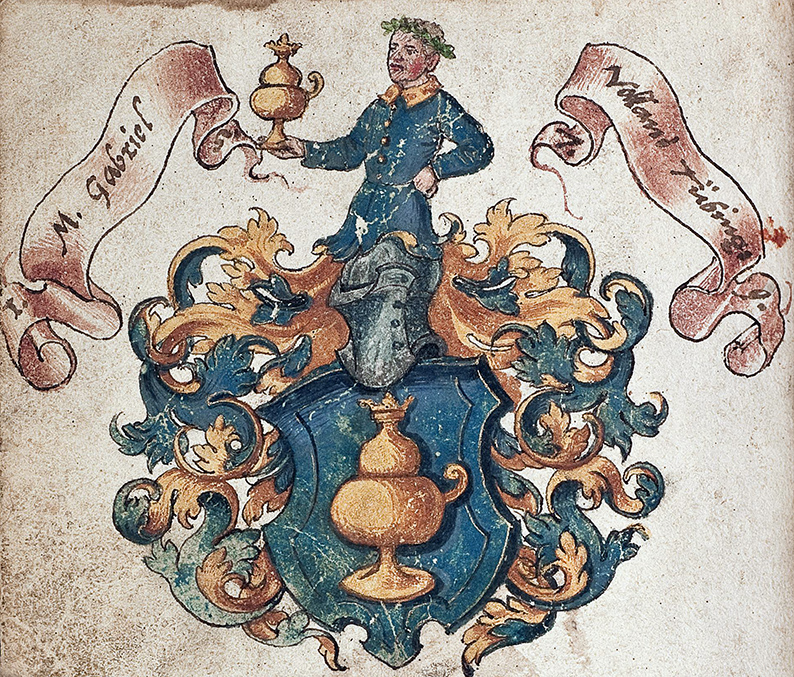
Wappen von Caspar Vollands Sohn Gabriel (Tübingen 1579)

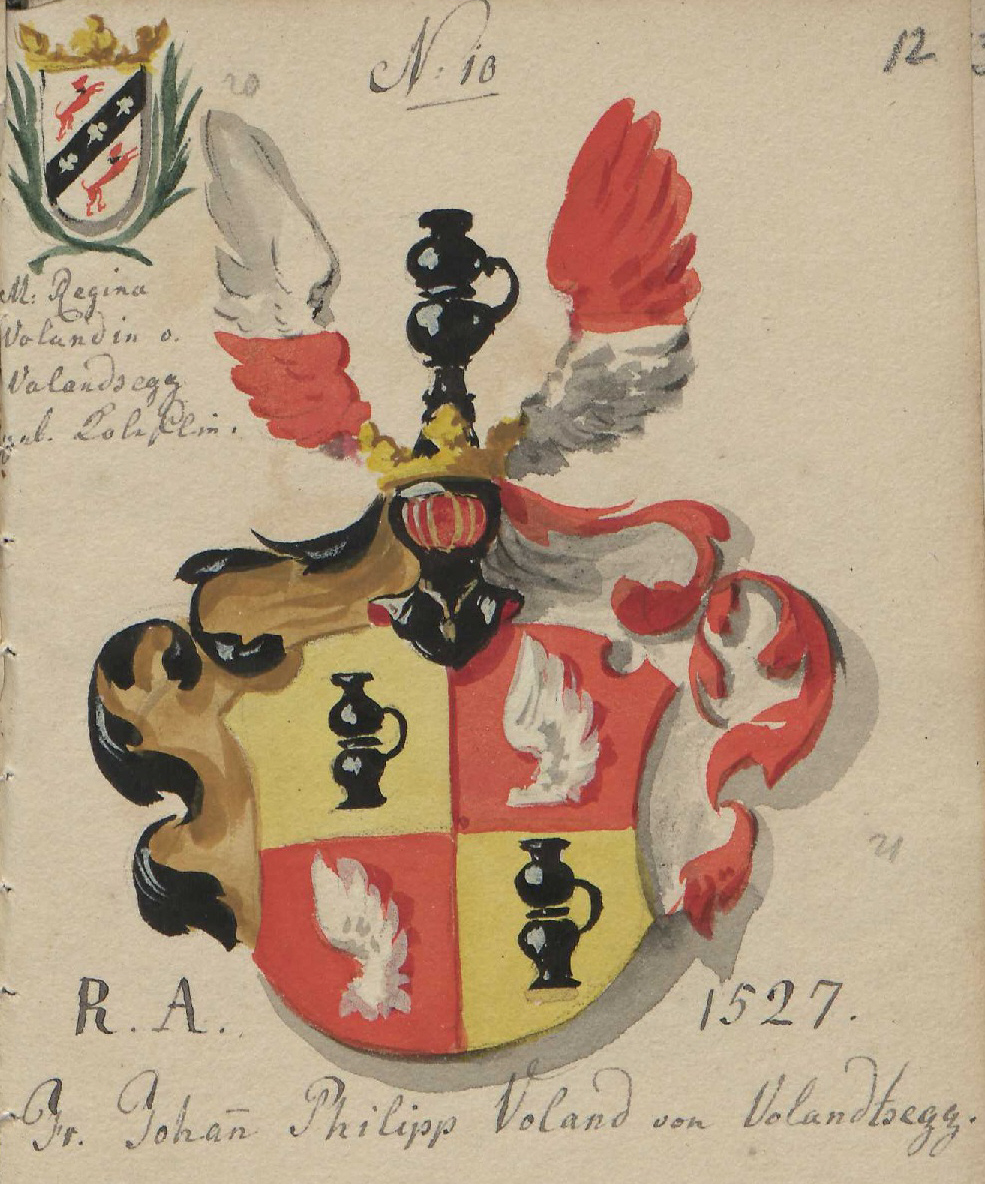
Gebessertes Wappen von Johann Philipp Voland von Volandtsegg (1527), das dem von Michael Volland junior nahezu gleicht

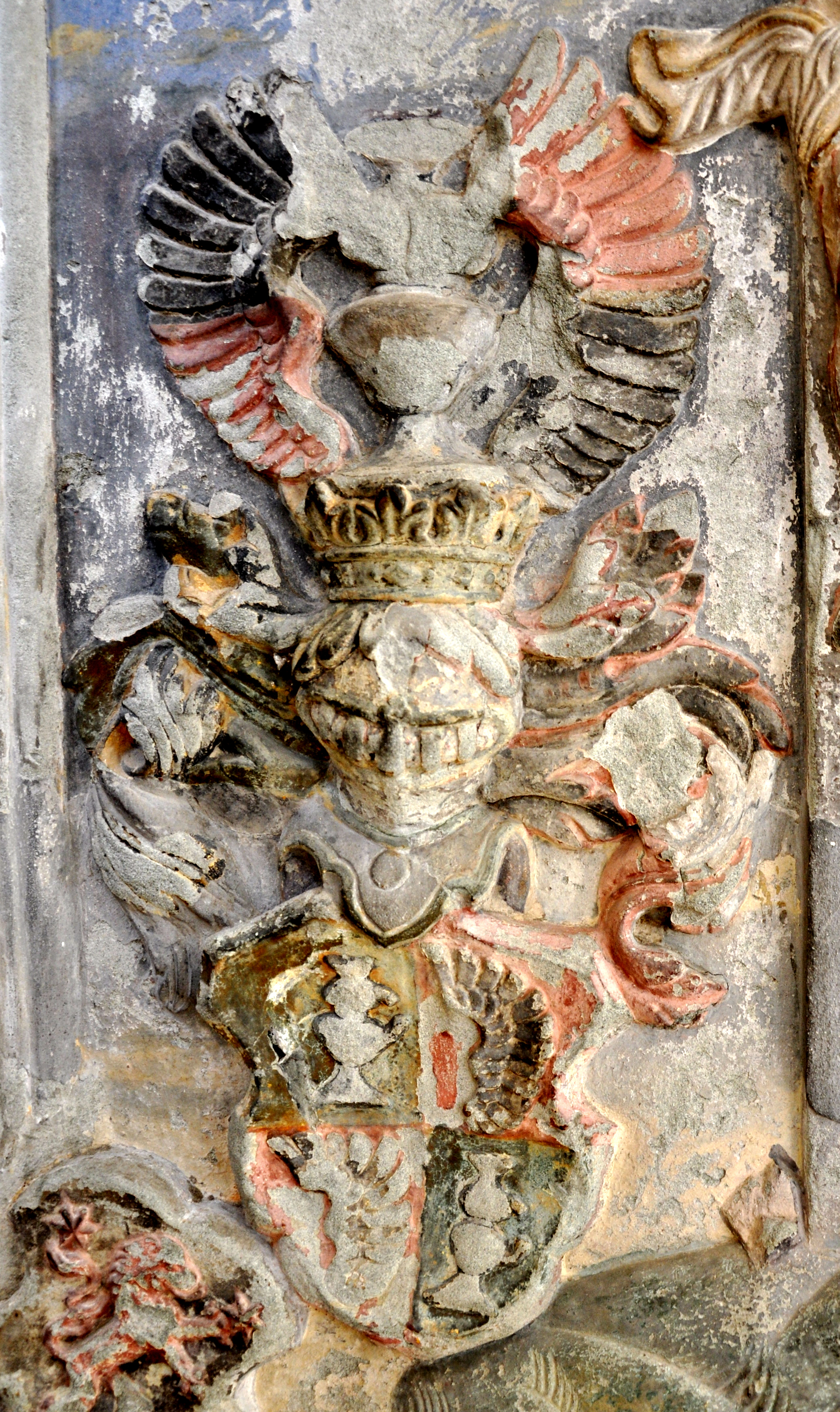
Gebessertes Wappen am Epitaph für Christoph Volland († 1608), Stallmeister der Königin von Polen, in der Klosterkirche Weißenau

Volland, auch Follant, Volant und Volland von Vollandseck, ist der Name eines schwäbischen Patriziergeschlechts aus Grüningen, heute Markgröningen. Ein erster Grüninger Volland wird 1276 mit einem zur Familie gehörenden Abt zu Hirsau erwähnt. In der Grüninger Urfehdeliste von 1396 werden bereits drei Volland aufgeführt. 1448 ist der Keller und Kaufmann Heinrich Volland I. reichster Bürger Württembergs. Die demnach als Fugger Württembergs bezeichneten Repräsentanten des Vollandschen Handelshauses bekleideten zudem verschiedene politische Ämter auf Stadt-, Amts-, Landes- und Reichsebene. Bekanntester Vertreter ist Dr. Ambrosius Volland, Rat und Kanzler des Herzogs Ulrich von Württemberg, der nach seinem Seitenwechsel von Kaiser Karl V. in den Reichsadel erhoben wurde und den Wilhelm Hauff zur literarischen Figur machte.

## Geschichte
Die Familie Volland war bereits vor 1300 in der damaligen Reichsstadt Grüningen ansässig, die im 15. Jahrhundert als württembergische Residenz- und Amtsstadt einen Zweiten Frühling erlebte: Zum alljährlichen Barholomäusmarkt sollen damals ebenso viele Leute in die florierende Stadt gekommen sein wie zur Messe nach Frankfurt. Die Vollands zählten sich zu den Stiftern des Grüninger Heilig-Geist-Spitals, bekleideten hier die Ämter von Stadträten, Richtern, Vögten bzw. Kellern und stellten eine Reihe von Landschaftsabgeordneten. Wirtschaftlich pflegten sie überregionale Handelsbeziehungen und waren auch im Kreditgeschäft aktiv. Einige Sprösslinge schlugen eine geistliche Laufbahn ein. Spätestens seit dem 15. Jahrhundert zählt man die Familie Volland zur Schicht der „Altwürttembergischen Ehrbarkeit“ (Patrizier), also den ratsbürgerlichen Stadt- und Beamtengeschlechtern. Mehrere Familienmitglieder waren damals bereits mit schwäbischen Landadeligen verheiratet. In Grüningen nahm das aufstrebende Patriziergeschlecht, das zahlreichen Söhnen eine akademische Ausbildung ermöglichte, rund 150 Jahre lang eine dominierende Stellung ein.
Die nachvollziehbare Stammreihe beginnt mit Aberlin Volland I. (* um 1340, † um 1400), Richter zu Grüningen, und teilte sich um 1430 in die zwei meist beachteten Hauptlinien von Heinrich I. und Erhard.

### Heinrichs Linie

#### Heinrich Volland senior, reichster Bürger Württembergs
Der Kaufmann Heinrich Volland († 1467), zeitweise Vogt und Keller, begründete die prominentere Linie in Markgröningen und war 1448 reichster steuerpflichtiger Bürger Württembergs. Nach heutigen Maßstäben wäre Heinrich Volland als Multimillionär zu bezeichnen. Er verfügte über ein Vermögen, das annähernd dem Hundertfachen des Grüninger Mittelwerts entsprach. Dementsprechend war es ihm ein leichtes, sich als Wohltäter hervorzutun: Er förderte die Kartause Güterstein bei Urach, vermutlich auch die Stadtkirche und das Heilig-Geist-Spital in Grüningen. Außerdem gab er „alle Tag 1 Schilling Pfennig armen Schülern durch Gott und alle Wochen 2 Gemüß“, wovon vermutlich auch Hans Grüninger profitierte. Maßgeblichen Anteil hatte er vermutlich auch am Bau des stolzen Kauf- und Rathauses – damals das größte in Württemberg. Aus überlieferten Spitalrechnungen wird ersichtlich, dass er sehr viel Handel trieb. Die Handelsbeziehungen von Heinrich und seinem ältesten Sohn Auberlin III. erstreckten sich über weite Teile Süddeutschlands. So lieferten sie zum Beispiel Getreide und Wein nach Frankfurt und kamen mit Tuchen zurück nach Grüningen. Möglicherweise hatte er sich auch, wie es von seinen Nachkommen überliefert ist, im Kreditgeschäft eine zusätzliche Einnahmequelle erschlossen. Aus seiner um 1425 geschlossene Ehe – vermutlich mit Susanne Stör von Stoernstein – gingen mindestens drei Söhne hervor: der 1448 bereits geschäftsfähige Auberlin, Heinrich II., Erhard, der um 1460 nach Vaihingen an der Enz zog, und möglicherweise Jakob, der allerdings auch aus einer ersten Ehe Heinrichs II. stammen könnte.

#### Heinrich Volland junior und Elisabeth Lyher
Heinrich Volland II. (1437–1482) immatrikulierte sich im Oktober 1452 an der Universität Heidelberg und promovierte hier zum Magister. 1464 heiratete er (vermutlich in zweiter Ehe) Elisabeth Lyher, Tochter des Grüninger Vogts und württembergischen Kanzlers Konrad Lyher und der Antonia von Dagersheim, die eine illegitime Tochter des Grafen Eberhard IV. von Württemberg gewesen sein soll. Zur Hochzeit hat ihm Graf Eberhard im Bart auf Wunsch Lyhers das Privileg der Freizügigkeit versprochen. Heinrich war auch außerhalb Grüningens reich begütert und zeitweise Vogt in Großsachsenheim. Elisabeth Volland geb. Lyher stiftete 1483 nach dem Tode ihres Mannes die Vollandpfründe in der Bartholomäuskirche zu Grüningen, die unter anderem zur Studiumsfinanzierung ihrer Nachkommen vorgesehen war. Aus ihrer Ehe sollen fünf Kinder hervorgegangen sein; von denen überraschenderweise keines einen Vollandschen Vornamen bekam: Ambrosius (* um 1468), Theodora (* um 1469), der im Kindesalter verstorbene Tobias (* um 1470), Nicolaus (* um 1471) und schließlich Philipp (* um 1474).

#### Ambrosius und Philipp Volland
Den bekanntesten Sohn Elisabeths und Heinrichs Volland, Dr. Ambrosius Volland (1468–1551), hielt es nur kurze Zeit als Geistlicher in Grüningen. Er heiratete in Grüningen Sibylla Wächter und folgte einem Ruf als Professor beider Rechte nach Tübingen und dann nach Wittenberg. 1505 wurde er Rat und bis 1519 gefürchteter Kanzler des Herzogs Ulrich von Württemberg, für den er die Vögte von Tübingen, Cannstatt und Weinsberg wegen ihnen unterstellter Beschwerden beim Kaiser foltern und hinrichten ließ. Infolge des Einmarsches des Schwäbischen Bunds musste er 1519 mit Ulrich das Land verlassen. Nachdem sein dabei begangener Verrat zum Schutze seiner Grüninger Güter ruchbar wurde, wechselte er 1522 auf die habsburgische Seite, wurde Rat des Erzbischofs von Salzburg und des unter kaiserlicher Aufsicht stehenden Prinzen Christoph von Württemberg. Als juristischer Rat des kaiserlichen Hofs erhielt er schließlich am 20. September 1530 auf dem Reichstag zu Augsburg den Reichsadel mit persönlichem Palatinat. Er konnte erst nach Herzog Ulrichs Tod nach Württemberg zurückkehren und starb bald nachdem er wieder in die Hofkanzlei eingezogen war. Seine zweite Frau Barbara Angst (Hengst) zog darauf mit sechs unmündigen Kindern zurück nach Landshut.
Sein Bruder Philipp Volland (1474–1537) studierte in Heidelberg. Er war Jurist, Kaufmann und bis 1519 Vogt des Amts Grüningen, zeitweise zudem Keller auf dem Hohenasperg, und vertrat die Stadt von 1514 bis 1519 als Landschaftsabgeordneter zu Stuttgart oder Tübingen. 
1514 musste sich Philipp mit dem Tübinger Theologen Dr. Reinhard Gaißer auseinandersetzen, der auf die erste Pfarrstelle der Grüninger Bartholomäuskirche gewechselt war und sich als gefährlicher Kontrahent des mächtigen Vollandschen Handelshauses entpuppt hatte. Dieser „erste Sozialrevolutionär auf einer württembergischen Kanzel“ rief im Zuge des Armen Konrads den Gemeinen Mann in Grüningen zum Aufstand gegen die frühkapitalistisch agierende Ehrbarkeit und gegen den Vogt Philipp Volland auf, dem er Amtsmissbrauch und Getreidespekulation zulasten des Kleinen Mannes vorwarf. Über seine gepfefferten Predigten hinaus legte ihm Volland in seinen überlieferten Strafanzeigen Volksverhetzung, konspirative Treffen und Verbindungen zu anderen Widerstandsnestern zur Last, schaffte es jedoch nicht, Gaißers Absetzung zu bewirken.
Die zweite Vertreibung Herzog Ulrichs nach der verlorenen Schlacht bei Untertürkheim zwang nach Ambrosius auch Philipp ins Exil, während dessen er Schultheiß in Pforzheim war. Nach Ulrichs Rückkehr war er von 1534 bis 1537 wieder Vogt in Grüningen. 
Bedingt durch ihre Verbannung mussten Philipp und insbesondere Ambrosius Volland beträchtliche Vermögens- und Einkommenseinbußen hinnehmen, weil die Interimsregierung des Schwäbischen Bunds Parteigänger Herzog Ulrichs nach dessen kurzer Rückkehr 1519 zu enteignen suchte. Die Volland-Sippe konnte ihre Führungsposition in Grüningen zwar bis 1560 halten, ihre Nachkommen machten jedoch zunehmend andernorts Karriere. 
So wurde Philipps Enkel, Dr. Michael Volland, Kammergerichtsprokurator am Reichskammergericht zu Speyer sowie Fiskal-General des Reiches. Nach dem Ableben des „Altvogts“ Martin Volland, des letzten "Chefs" des Hauses in Markgröningen, überlässt er 1560 die von Elisabeth Lyher gestiftete Volland-Pfründe der Markgröninger Kirchengemeinde. 1570 wurde Michael in Speyer wie zuvor Ambrosius in den Reichsadelstand erhoben.
Die letzten Vollandschen Studenten aus Grüningen waren Johannes II., Martin II. und Heinrich V., die sich 1547, 1549 und 1550 in Tübingen immatrikulierten, sowie Ambrosius II., der sich 1564 in Freiburg als Kleriker einschrieb.

### Erhard Vollands Nachkommen
Die zweite Linie wurde durch Erhard Volland I. († 1433), Bruder des Heinrich Volland I., begründet. 1468 erhielt dessen Sohn Ludwig Volland I. († 1501) einen Wappenbrief von Kaiser Friedrich und ließ sich in der Reichsstadt Schwäbisch Hall nieder, wo er 1488 die Niederadlige Anna von Rinderbach heiratete. Ihre Familie verbreitete sich von Hall aus nach Ravensburg und Innsbruck, wo Wolfgang Volland zu Thierburg und Vollandsegg oberster Kämmerer am kaiserlichen Hof wurde. In der Reichsstadt Ravensburg wurde die Familie 1527 in die adelige Gesellschaft „Zum Esel“ aufgenommen. Die Familie erscheint im 16. Jahrhundert zeitweilig auch als Reichsritter im Kanton Neckar-Schwarzwald-Ortenau. Hans Georg Volland von Vollandsegg hatte zudem einen gefreiten Sitz in Kirchheim (Donaukreis).
1549 immatrikulierte sich ein erster Volland aus Ravensburg an der Universität Tübingen: „Luitfridus Volandius Ravenspurgensis (16. Mai)“ 1564 erscheint in Tübingen der erste Vertreter dieses Familienzweigs, der sich als „von Vollandseck“ eintrug: „Johannes Philippus Volland a Vollandseck (14. Okt.)“. Dessen mutmaßlicher Enkel Hans Phillip Volland von Vollandseck († 1661) ließ sich 1633 auf einem Rittergut in Ostpreußen (Kreis Angerburg) nieder. Seine Tochter Anna Catharina war mit Michael von Mericke auf Sakauten verheiratet.
Johann Volland war während des Dreißigjährigen Krieges schwedischer Kornet im Regiment des Generalmajors Adam von Pfuel und ließ sich nach seinem Abschied 1648 auf dem Gut Vogelsang (Rannajõe) in Livland nieder. Am 30. Juni 1649 erhielt er unter Beweis seiner adligen Herkunft den schwedischen Adel mit dem Prädikat „Volland von der Lande“.

## Wappen
Das 1468 Ludwig Volland verliehene Wappen zeigt in Gold einen schwarzen Schenkenbecher. Auf dem Helm zwei schwarze (oder goldene) Hörner.
Philipp Vollands Wappen, das vor 1520 in der Markgröninger Spitalkirche angebracht worden sein muss, zeigt dagegen einen goldenen „Schenken“- oder „Sturzbecher“ auf dunkelblauem Grund.
Am 1. September 1530 erhielten Dr. Ambrosius, Wolfgang und Ludwig Volland von König Ferdinand eine Wappenbesserung. Demnach ist das Wappen gevierteilt: In 1. und 4. in Gold ein schwarzer Schenkenbecher, in 2. und 3. in Rot ein silberner Flug. Auf dem gekrönten Helm der Schenkenbecher zwischen zwei in rot-schwarz und schwarz-rot geteilten Flügeln.
Michael Volland junior siegelte bis zur Nobilitierung im Jahre 1570 mit dem Wappen seines Großvaters Philipp: „Vorn in Blau ein goldener Schenkenbecher, hinten in Gold eine blaue Lilie. Auf dem Helm zwischen zwei gold-schwarz geteilten Büffelhörnern eine blaue Lilie. Die Decken sind schwarz-gold.“. 
Das 1570 gebesserte Wappen Michaels war gevierteilt und wurde im Wappenbrief so beschrieben: „1 und 4 in gold ein schwarzer Schenkenbecher, 2 und 3 in rot ein silberner Flug. Auf dem Helm ein schwarzer Schenkenbecher zwischen 2 rot-schwarz und schwarz-rot geteilten Flügen.“ Bis auf die weiß-roten statt schwarz-roten Flüge des Helms gleicht es dem Wappen des Ravensburgers Johann Philipp Volland von Vollandseck.
Das Wappen (siehe Bild) am Epitaph in der Klosterkirche Weißenau für Christoph Volland († 1608), Stallmeister der Königin von Polen, entspricht bis auf die Farbgebung den gebesserten Wappen von Ambrosius und Michael Volland.
Das Wappen des Johann Volland von der Lande ist gespalten in Rot und Schwarz: Vorn ein linksgekehrter silberner Löwe, der mit beiden Pranken das linke der drei Blätter einer aus einem silbernen Herz wachsenden silbernen Tulpe hält. Auf dem Helm ein schwarzer Flug.

## Persönlichkeiten
- Aberlin (Albrecht) Volland I. (ca. 1340–1400), unterzeichnet im Urfehdebrief[26] von 1396 als zweiter unter zwölf Richtern, gilt als Stammvater der Grüninger Volland-Dynastie, die sich allerdings auf einen noch früher in Grüningen ansässigen Spitalstifter namens Schultheiß berief (um 1300).
- Aberlin Volland II. (um 1400), urkundet im Urfehdebrief von 1396 als Präzeptor der Lateinschule, der Enkel von Aberlin I.
- Heinrich Volland I. (1390–1467), zeitweise Vogt bzw. Keller in Grüningen, Kaufmann, 1448 reichster Bürger Württembergs und vermutlich federführend beim Bau des stattlichen Kauf- und Rathauses; Vater von Aberlin III., Heinrich junior, Erhard und vermutlich Jakob, die 1471 zusammen rund zwei Prozent des Vermögenssteueraufkommens der ganzen Grafschaft entrichteten.[27]
- Heinrich Volland II. (1437–1482), 1452 in Heidelberg immatrikuliert,[28] auch außerhalb Grüningens reich begüterter Kaufmann, Keller und Vogt, verheiratet mit Elisabeth, Tochter des württembergischen Kanzlers Konrad Lyher, und Vater von Ambrosius, Nicolaus und Philipp Volland.
- Erhard Volland II. († 1483), Bruder Heinrichs II., Kaufmann und Richter, stiftete zusammen mit Heinrichs II. Witwe Elisabeth 1482 die Volland-Pfründe in der Grüninger Bartholomäuskirche (u. a. zur Studien-Finanzierung ihrer Nachkommen), machte in Vaihingen/Enz eine gute Partie mit der Gremp-Witwe Agathe von Gaisburg, wurde dort reichster Bürger und Vater Ludwigs II.
- Jakob Volland (* um 1454), immatrikulierte sich 1469 in Heidelberg[29] und wurde hier 1471 zum Magister promoviert, vermutlich Richter in Grüningen, trat 1484 als Anwalt von Heinrichs Witwe Elisabeth Lyher und 1491 (zus. mit Conrad Schultheiß) noch als Vormund deren Kinder auf; wurde ansonsten nur als Darlehensgeber aktenkundig.
- Ludwig Volland I. († 1501), erhielt 1468 einen Wappenbrief von Kaiser Friedrich und ließ sich in der Reichsstadt Schwäbisch Hall nieder, wo er 1488 die Niederadlige Anna von Rinderbach heiratete; ihr mutmaßlicher Sohn Ludvicus Vollandt Hallensis immatrikulierte sich 1511 in Tübingen;[30] sie haben geadelte Nachkommen in Ravensburg (Volland von Vollandseck).
- Heinrich Volland III. (* 1455), Eltern ungeklärt, möglicherweise aus einer ersten Ehe Heinrichs II., von 1470 bis 1472 in Heidelberg immatrikuliert.[31]
- Ludwig Volland II. (* um 1460 in Vaihingen), Jurist, Sohn von Erhard Volland und Agathe (geb. von Gaisburg, verwitwete Gremp), 1475 als Ludowicus Volland de Veyhingen in Heidelberg immatrikuliert.[32]
- Ambrosius Volland (1468–1551), ältester Sohn von Heinrich II. und Elisabeth Lyher, studierte in Tübingen, Heidelberg und Padua, wo er zum Doktor beider Rechte promoviert wurde; anfangs Geistlicher in Grüningen, dann Professor in Tübingen und Wittenberg, schließlich Rat und Kanzler Herzog Ulrichs; nach seinem Seitenwechsel ab 1522 Rat des Erzbischofs von Salzburg und Betreuer des württ. Prinzen Christoph im Exil; als Rat Kaiser Karls V. zum Hofpfalzgrafen erhoben.
- Nicolaus Volland (1471–1544), 1486 in Heidelberg immatrikuliert,[33] Jurist und Vogt in Besigheim, Sohn von Heinrich II. und Elisabeth Lyher; hatte einen Sohn Johannes, der sich 1516 an der Universität Tübingen immatrikulierte, 1521 zum Magister promovierte und 1542 als „alter Kaplan in Grieningen“ erwähnt wird.[34]
- Philipp Volland (1474–1537), 1489 in Heidelberg immatrikuliert,[35] Jurist und Kaufmann, vermutlich verheiratet mit der adligen Erbtochter Lucia Last, war vor (1501–1519) und nach seinem Exil in Pforzheim Vogt in Grüningen (1534–1537), von 1514 bis 1519 Landschaftsabgeordneter zu Stuttgart; zwischendurch auch Keller auf dem Hohenasperg und Mäzen des Heilig-Geist-Spitals; während des Armen Konrads (1514) wegen Getreidespekulation und Amtsmissbrauchs angegangen.
- Reinhard Gaißer (auch „Gaißlin“), geb. um 1472 in Fellbach, promovierter Theologe und Rektor der Universität Tübingen[36] und damit zeitweise Kollege von Ambrosius Volland, wechselte um 1513 an die Grüninger Bartholomäuskirche und rief im Zuge des Armen Konrads zum Aufstand gegen die frühkapitalistisch agierende Ehrbarkeit und gegen den Vogt Philipp Volland auf.
- Aberlin Volland IV., vermutlich ein Sohn Aberlins III., mindestens von 1514 bis 1525 Richter in Grüningen und Landschaftsabgeordneter zu Stuttgart.
- Martin Volland (1478–1560), 1493 in Tübingen immatrikuliert,[37] von 1523 bis 1527 Vogt und „Keller“ in Leonberg, von 1527 bis 1534 Vogt in Grüningen, 1529 auch Keller auf Hohenasperg; letzter ortsansässiger „Chef“ des Hauses Volland in Grüningen.
- Michael Volland senior (1494–1558), Sohn Philipps, 1545 der reichste Volland in Grüningen,[38] von 1537 bis 1551 Vogt in Grüningen, dann in Waiblingen; stritt mit Herzog Christoph um die Stifterrolle und den Verbleib des Heilig-Geist-Spitals und rang ihm einen Vergleich zugunsten des städtischen Magistrats ab.
- Leonhard Volland (* 1490), immatrikulierte sich 1505 in Tübingen, wurde hier 1509 zum Magister promoviert[39] und schlug vermutlich eine geistliche Laufbahn ein.
- Albert Volland bzw. Aberlin V. (* 1500, † nach 1542), Geistlicher, 1515 in Tübingen immatrikuliert,[40] in Leonberg 1542 „als verleibdingter Prediger“ registriert.
- Caspar Volland (1500–1554), „Dominus“, Professor des Rechts, zeitweise auch Rektor an der Universität Tübingen und Beisitzer des württembergischen Hofgerichts. An der Universität Tübingen immatrikulierten sich auch seine Söhne Johannes (1542), Erhard (1548) und Gabriel (1556).[41]
- Heinrich Volland IV. (* um 1500), Sohn Philipps, Geistlicher, 1517 als „Heinricus Vollant de Grieningen clericus Spirens. dioc.“ in Freiburg immatrikuliert;[42] 1520 immatrikulierte sich er oder ein weiterer Heinrich in Heidelberg.[43]
- Michel Volland (* 1515), immatrikulierte sich 1530 in Tübingen („ex Marckt Gröningen“)[44] und wurde „geistlicher Verwalter“ in Grüningen.
- Michael Volland junior (1528 bis mind. 1575), 1544 in Tübingen immatrikuliert und 1554 zum Doktor beider Rechte promoviert,[45] Enkel Philipps, Kammergerichtsprokurator und Fiskal-General des Reiches zu Speyer; 1570 in den Reichsadel aufgenommen und mit dem Recht versehen, Bürgerliche zu adeln. Ein weiterer Michael Volland aus Straßburg, möglicherweise ein Sohn von Michael junior, immatrikulierte sich 1576 in Tübingen.[46] Allerdings käme dafür auch ein Michael Volland aus „Weyssenburg“ in Frage, der sich bereits 1574 in Tübingen immatrikuliert hatte.[47]
- Christoph Volland († 1608), Stallmeister der Königin von Polen, Epitaph in der Klosterkirche Weißenau.
- Christian Wilhelm Volland (1682–1757), königlich großbritannischer und kurfürstlich braunschweig-lüneburgischer Kirchen- und Konsistorialrat, Superintendent und Schulinspektor der Reichsstadt Mühlhausen, Verfasser des Nordhäuser Katechismus.
- Johann Georg Volland (1763–1818), Oberbürgermeister der fürstlichen Haupt- und Residenzstadt Sondershausen.
- Friedrich von Volland (1793–1868), Gutsbesitzer in Thüringen.

## Weiterführende Informationen